# سیارک ۱۱۰۹۲
سیارک ۱۱۰۹۲ (به انگلیسی: 11092 Iwakisan، نامگذاری:1994ED) یازده هزار و نود و دومین سیارک کشف شده‌است که در ۴ مارس ۱۹۹۴ کشف شد.